# Tom Paddock
Pour les articles homonymes, voir Paddock.
Tom Paddock, né Thomas Paddock en 1822 à Redditch, et mort le 30 juin 1863 dans le quartier de Marylebone à Londres, aussi connu sous le nom de Redditch Needlepointer, est un champion britannique de pugilat du début de l'époque victorienne.

## Biographie
Baptisé le 25 août 1822 à Redditch dans le Worcestershire en Angleterre, il est le fils de George Paddock et d'Elizabeth (née Morris). Il a grandi dans une ferme ce qui lui a permis de développer une taille et une endurance qui lui seront utiles dans sa carrière de boxeur.
Sa carrière professionnelle dans la boxe anglaise a commencé en 1844. Il pesait alors 75 kg et mesurait un peu moins de six pieds de haut. Entre cette date et 1850, il s'est imposé à de nombreuses reprises sur le ring de boxe et a acquis une réputation, non seulement pour son courage mais aussi pour ses coups bas et son caractère colérique. C'est ainsi qu'en 1851, un combat contre Harry Poulson à Belper s'est terminé par une émeute lorsque les deux hommes ont été emprisonnés. Tous les deux ont eu dix mois de travaux forcés.
L'année précédente, William Thompson, de Nottingham, l'avait battu lors d'un championnat d'Angleterre à Mildenhall (Suffolk) dans le comté de Suffolk. Paddock espérait obtenir une autre occasion de remporter ce titre mais ses challengeurs potentiels Harry Broome et Bill Perry refuseront de l'affronter. Il s'autoproclame alors champion d'Angleterre des poids lourds mais ne sera reconnu en tant que tel qu'à l'issue des 51 rounds de son combat victorieux contre Harry Broome en 1856.
Ce succès sera toutefois de courte durée puisqu'il s'inclinera la même année contre Bill Perry ainsi que lors de deux tentatives ultérieures pour redevenir champion de son pays. Le dernier a lieu en 1860 contre Sam Hurst (en), pour le championnat d'Angleterre. Il meurt d'une maladie cardio-vasculaire le 30 juin 1863 à Marylebone,.